# Ashra Kelly-Blue
Ashra Kelly-Blue ist eine britische Maskenbildnerin.

## Karriere
Kelly-Blue begann ihre Karriere 2018 als Maskenbildnerin mit der Fernsehserie Zapped. Besonders 2022 und 2023 war sie an einigen Fernsehserien beteiligt, darunter Willow. Im Jahr 2023 arbeitete sie an Golda – Israels Eiserne Lady, wofür sie zusammen mit Suzi Battersby und Karen Hartley Thomas bei der Oscarverleihung 2024 in der Kategorie Bestes Make-up und beste Frisuren nominiert wurde. Im Jahr 2024 arbeitete sie an Bird von Regisseurin Andrea Arnold.

## Filmografie
- 2018: Zapped (Fernsehserie, eine Folge)
- 2022: Don’t Hug Me I’m Scared (Fernsehserie)
- 2022: Prizefighter: The Life of Jem Belcher
- 2022: Lotus (Kurzfilm)
- 2022: Somewhere Boy (Fernsehserie, 3 Folgen)
- 2022: Willow (Fernsehserie, 3 Folgen)
- 2023: You: Du wirst mich lieben (Fernsehserie)
- 2023: Golda – Israels Eiserne Lady (Golda)
- 2023: Silo (Fernsehserie, 2 Folgen)
- 2023: Greatest Days
- 2024: Date mich Billy Walsh! (How to Date Billy Walsh)
- 2024: Geheimnisse der Neandertaler
- 2024: Bird
- 2024: Lost Boys & Fairies (Fernsehserie, 2 Folgen)